# Alan Watts

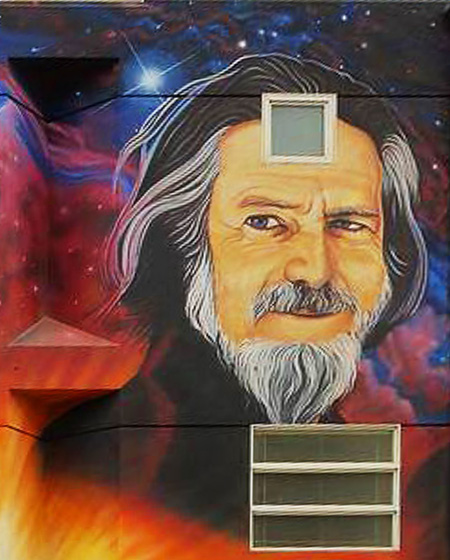

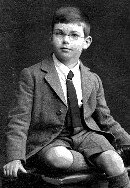
Alan Watts, 1922

Alan Watts (n. 6 ianuarie 1915, d. 16 noiembrie 1973) a fost un filozof și scriitor de origine britanică, cunoscut mai ales pentru popularizarea filozofiei orientale printre europeni. Watts a scris peste 25 de cărți și articole cu subiecte importante pentru religiile estică și vestică, fiind autorul lucrării The Way of Zen (Calea Zen), unul dintre primele bestseller-uri despre budism.

## Biografie
Alan Watts s-a născut în Londra în anul 1915, la începutul Primul Război Mondial. Ȋncă de la o vârstă fragedă și-a manifestat interesul pentru arta estică. La vârsta de paisprezece ani a început să scrie pe tema Orientului, publicând în Journal of the London Buddhist Lodge. Ȋn 1932 a scris prima broșură despre zen.
Ȋn 1938 s-a mutat în New York și apoi în Chicago, unde a fost preot timp de șase ani înainte de a părăsi Biserica Episcopală. Ȋn 1951, la invitația lui Frederic Spiegelberg, a început să predea la Academia de Studii Asiatice din San Francisco.
Ȋn anul 1957 a publicat lucrarea The Way of Zen (Calea Zen), iar în 1958 s-a întors în Europa, unde l-a cunoscut pe CG Jung. După filmarea a două sezoane din seria televizată  Eastern Wisdom and Modern Life (Ȋnțelepciunea estică și viața modernă), a călătorit în Japonia de mai multe ori. Ȋn anii '60, fiind deja o celebritate culturală, a călătorit în SUA și Europa pentru a ține prelegeri la universități și centre de dezvoltare. La începutul anilor '70, au început să scrie despre Watts publicații precum Earth, Elle, Playboy și Redbook.
Watts a realizat o librărie audio de aproximativ 400 de înregistrări și a scris peste 25 de cărți, ultima fiind Tao: The Watercourse Way. Ȋn noiembrie 1973, Watts a murit în somn, după ce s-a întors dintr-un turneu intens de prelegeri.

## Cărți
- 1936 The Spirit of Zen
- 1937 The Legacy of Asia and Western Man
- 1940 The Meaning of Happiness
- 1944 Theologica Mystica of St. Dionysius
- 1948 Behold the Spirit:A Study in the Necessity of Mystical Religion
- 1950 Easter – Its Story and Meaning
- 1950 The Supreme Identity
- 1951 The Wisdom of Insecurity
- 1953 Myth and Ritual in Christianity
- 1957 The Way of Zen
- 1958 Nature, Man, and Woman
- 1959 Beat Zen Square Zen and Zen
- 1960 "This Is It" and Other Essays on Zen and Spiritual Experience
- 1961 Psychotherapy East and West
- 1962 The Joyous Cosmology – Adventures in the Chemistry of Consciousness
- 1963 The Two Hands of God – The Myths of Polarity
- 1964 Beyond Theology – The Art of Godmanship
- 1966 The Book – On the Taboo Against Knowing Who You Are
- 1967 Nonsense
- 1970 Does It Matter?: Essays on Man's Relation to Materiality
- 1971 Erotic Spirituality – The Vision of Konarak
- 1972 The Art of Contemplation
- 1972 In My Own Way – An Autobiography 1915–1965
- 1973 Cloud-hidden, Whereabouts Unknown: A Mountain Journal

### Cărți publicate postum
- 1974 The Essence of Alan Watts
- 1975 Tao: The Watercourse Way
- 1976 Essential Alan Watts
- 1978 Uncarved Block, Unbleached Silk: The Mystery of Life
- 1979 Om: Creative Meditations
- 1982 Play to Live
- 1983 Way of Liberation: Essays and Lectures on the Transformation of the Self
- 1985 Out of the Trap
- 1986 Diamond Web
- 1987 The Early Writings of Alan Watts
- 1990 The Modern Mystic: A New Collection of Early Writings
- 1994 Talking Zen
- 1995 Become What You Are
- 1995 Buddhism: The Religion of No-Religion
- 1995 The Philosophies of Asia
- 1995 The Tao of Philosophy
- 1996 Myth and Religion
- 1997 Taoism: Way Beyond Seeking
- 1997 Zen and the Beat Way
- 1998 Culture of Counterculture
- 1999 Buddhism: The Religion of No-Religion
- 2000 What Is Zen?
- 2000 What Is Tao?
- 2000 Still the Mind: An Introduction to Meditation
- 2000 Eastern Wisdom
- 2002 Zen, the Supreme Experience: The Newly Discovered Scripts
- 2006 Eastern Wisdom, Modern Life: Collected Talks, 1960-1969

## Cărți traduse în limba română
- Alan Watts, Dao. Calea ca o curgere de apă, Editura Humanitas, Colecția Terra lucida, București, 1996, 176 p., ISBN 973-28-0657-5
- Alan Watts, Calea Zen, traducere: Iulia Waniek, Editura Humanitas, Colecția Terra lucida, București, 1997, 264 p., ISBN 973-28-0736-9
- Alan Watts, Calea Zen, Editura Humanitas, Colecția Eseistică, București, 2012, 264 p., ISBN 978-973-50-3541-9
- Alan Watts, Devino ceea ce ești, traducere: Mihai Popa-Radu, Editura Herald, Colecția Metanoia, București, 2012, 160 p., ISBN 978-973-111-222-0